# Deprecjacja
Deprecjacja (łac. depretiare 'obniżać cenę' od de- 'z, od, wy-' i pretium 'cena; wartość; nagroda') – spadek wartości towaru lub dobra. 

## Opis
Termin używany w szczególności w odniesieniu do spadku wartości waluty krajowej względem waluty zagranicznej w systemie płynnych kursów walut (deprecjacja pieniądza). W systemie stałego kursu walutowego obniżanie wartości waluty krajowej nazywa się dewaluacją. 
Deprecjacja (dewaluacja) prowadzi do obniżenia siły nabywczej danego pieniądza w rozliczeniach międzynarodowych. Deprecjacja waluty krajowej powoduje zatem wzrost eksportu i spadek importu.
Negatywne skutki deprecjacji to spadek siły nabywczej waluty krajowej, wzrost kosztów obsługi zadłużenia zagranicznego oraz zwiększenie presji inflacyjnej pod wpływem wzrostu cen dóbr importowanych.
Zjawiskiem odwrotnym do deprecjacji jest aprecjacja.
Termin jest używany również w odniesieniu do obniżenia wartości znaczenia dowolnej rzeczy, nie tylko dobra pieniężnego.